# NGC 144
NGC 144 је спирална галаксија у сазвежђу Кит која се налази на NGC листи објеката дубоког неба.
Деклинација објекта је - 22° 38' 46" а ректасцензија 0h 31m 20,7s. Привидна величина (магнитуда) објекта NGC 144 износи 13,7 а фотографска магнитуда 14,4. NGC 144 је још познат и под ознакама ESO 473-23, MCG -4-2-16, AM 0028-225, PGC 1917.